# Ааїха
Ааїха або Айха (араб. عيحا, Aaiha або Aiha) — село, рівнина, озеро і тимчасове водно-болотне угіддя, розташоване в районі Рашайя і півдні провінції Бекаа в Лівані. Воно розташоване у міжгірній улоговини поблизу гори Хермон і кордону з Сирією, приблизно на півдорозі між поселеннями Рашайя і Кфар Коук.
Село розташоване на висоті 1 140 м.н.м., а його нечисельне населення складають переважно друзи. Тут ростуть дикі види пшениці Triticum boeoticum і Triticum urartu та розводять кіз. Поблизу є гробниця мусульманського святого і римські руїни, які могли бути храмом або цитаделлю, але зараз повністю зруйновані

## Рівнина Айха, Озеро Айха і тимчасове озеро
Село розташоване на гірському хребті поруч з рівниною Айха, тимчасовим озером, яка утворює майже ідеальну круглу форму приблизно 3,2 км в діаметрі і оточене горами і хребтом на заході. Рівнина повністю рівна без особливо видимих виходів для води, яка періодично її затоплює на глибину в метрів і формує озеро. Створенню озера допомагають фонтани, які виходять через великі рифти на північному заході і меншу тріщину на південному сході. Також помічено, що коли вода відходить, вона стікають вниз через ці тріщини. Спелеотуристи стверджують, що під цими тріщинами тече постійна підземна річка.

## Солома Фіала
При дослідженні меншої південно-східної щілини було  виміряно її розміри (4,6 м в діаметрі, 2,4-3 м в глибину), але не знайдено жодних ознак води на дні. Робінсон не зазначає про існування якихось досліджень більшої тріщини на північний захід від рівнини, яка не була затоплена на час його літньої експедиції. Місцеві жителі вважають, що підземний потік веде до і є початковим джерелом і фонтаном річи Хасбані, які є найбільш північним витоком річки Йордан. Це дуже схоже на те, що описано в оповіді «Солома Фіала» в творі «Юдейська війна» Йосипа Флавія. Йосип Флавій розповідає географічно неточну оповідь про печеру в старовинному місці під назвою Фіала або Фіале (сучасне озеро Рам), яке Філіп Тетрарх Трахонітський встановив як першоджерело річки Йордан. Зокрема, тетрарх кинув солому у Фіала і виявив, що її віднесло водами до джерела Паніум (сучасний Баніяс), яке раніше вважалося витоком річки Йордан. Йосип Флавій пише:
| Ліві лапки | Зараз Паніум вважається фонтаном (джерелом) Йордана, але насправді його води переносяться сюди певним окультним чином з місця під назвою Фіала : це місце розташовано вище по дорозі на Трахоніт, у 120 фурлонгах від Цезарії, і не далеко від дороги по праву сторону; і справді його назва Фіала (фіал або кубок) дана йому справедливо, за його формою, круглою як колесо; його води завжди торкаються його берегів, не знижуються і не переливаються. Оскільки воно як виток Йордану раніше не було відоме, це відкрилось коли Філіпп був Тетрархом Трахоніта; бо він кинув солому у Фіала, а знайшли її у Паніумі, де стародавні люди вважали є виток річки, коди її таким чином принесли (води). | Праві лапки |

Едвард Робінсон зазначав, що ця історія видається актуальною стосовно цієї прірви і підземних тунелів, що ведуть до Хасбані. В цьому районі були знайдені і деякі неолітичні кремені, на пагорбах у 3 км на північ від Рашайя.

## Римський храм
Едвард Робінсон і Ілай Сміт відвідали територію 1852 р. і зазначили, що масивний римський храм колись був розташований недалеко від села; він був віднесений Джорджем Тейлором до храмів гори Хермон.
Робінсон припустив, що храм був більший, ніж Небі Сафа, і писав, що він був збудований з каменів, які були «досить великі, добре обтесані, але не скошені». Фрагменти архітрава, молдинги і блоки з храму були використані повторно місцевими жителями для своїх будинків і подвір'їв і залишились лежати на полях, вкриті сміттям.
Сер Чарльз Воррен пізніше відвідав і задокументував територію в рамках археологічного обстеження 1869 р. Він зазначив довгу стіну, яка вела на схід від села і храм. Він також зазначив про деякі склепіння і вирізані з каменю деталі і замалював копію давньогрецького напису на одному з блоків.
Храм був завершений у 92 р.н. е.; на час експедиції залишалась тільки західна частина, розташована на вершині пагорба з видом на рівнину.
Храм був побудований з блакитного вапняку з входом на схід (78°30'). Основа храму була описана як аттична і розташований на вершині 0,46метрового цоколя. Там були чотири ряди з каменів вище стилобату висотою 1,7 метра. Поверх храму були збудовані будинки й стайні. Робінсон також знайшов коринфський фриз і оцінив стиль багатьох блоків як коринфський за зовнішнім виглядом. Він також побачив камінь з грецьким написом, вбудований у західну стіну. Споруда мала розміри 11,5 м в ширину і щонайменше 14,37 м у довжину з входом у склепи під нею. Колона, знайдена поблизу, мала 0,98 м в діаметрі.

## Дика природа
Невінс фіксував чернь білооку на озері Айха (тоді озеро Рашайя) в 1955 році, але не в 1956 році, коли озеро знову стало рівниною. Вважається, що її відлякала часта стрільба. За присутності води Невінс також зафіксував чирянку малу на зимуванні.